# Alimentem el món
Alimentem el món (títol original: We Feed the World és un documental austríac dirigit per Erwin Wagenhofer estrenat l'any 2005. Ha estat doblat al català.
El director s'ha inspirat en el llibre de Jean Ziegler, L'Imperi de la vergonya.

## Argument
Amb We Feed the World, el documentalista Erwin Wagenhofer proposa als espectadors una mirada sobre l'agricultura mundial moderna. Passant per Romania, Àustria, Brasil, França i Espanya, la seva investigació posa el focus sobre la manera com es fabrica el que arriba al nostre plat. Mostra que el domini del Nord sobre el Sud és aclaparador. Com és possible que a Àfrica es comprin productes europeus o asiàtics com el pollastre tailandès? El director presenta una cara poc coneguda de la mundialització: comprant un pollastre industrial, es contribueix a la desforestació de l'Amazonia perquè Brasil desforesta per cultivar la soja que serveix per alimentar les aus elevades en bateria (el 90 % de la producció de soja del Brasil és exportada). El documental subratlla igualment la diferència entre indústria agroalimentària i petita explotació. We Feed the World adopta un estil « cop de puny » que pretén despertar les consciències.
El film té lloc a les planes agrícoles d'Àustria, a Concarneau a França, a Almeria a Espanya, a Brăila a Romania, al Mato Grosso i s'acaba amb una entrevista del PDG de Nestlé, Peter Brabeck-Letmathe.

### Origen del projecte
La idea de fer aquest film li va venir a Erwin Wagenhofer en el moment del rodatge d'un altre projecte que es deia Operació Figurini, per al qual havia de filmar algunes seqüències en els mercats de Viena. En el moment d'escriure el guió, ha hagut de mesurar el llarg i l'ample dels mercats de la ciutat i llavors es va demanar: « Quina és la cosa més interessant d'aquests mercats?La resposta que en va treure va ser: els mateixos productes i d'on venien. Va tenir llavors la idea de començar el film en el mercat més famós de Viena, el Naschmarkt, i de mirar el que es passava darrere del mirall. En aquell moment, es va enfocar en la idea de connexió, és a dir el trajecte que recorren els productes del seu punt de sortida a la seva arribada. És com es va enfocar el film

### Algunes xifres
- De cada 100 persones que tenen gana, 80 són rurals i 20 viuen en la ciutat
- La Terra compta amb 7 mil milions d'habitants. Pot alimentar-ne 12 mil milions.
- Cada dia, 17.000 nens de menys de 5 anys moren de malalties lligades a la malnutrició.
- En 40 anys, el preu de l'arròs ha caigut un 40 %[3]